# Исторически музей (Исперих)
Историческият музей в Исперих получава статут на самостоятелен музей през 1984 г.
Понастоящем разполага с колекция от над 30 000 музейни експоната в няколко отдела: „Археология“, „Етнография“, „Нова и най-нова история“. Отделно към музея функционират художествен отдел, административно-стопански отдел и реставрационна лаборатория. Музеят се грижи за проучването, поддръжката, популяризирането и охраната на недвижимото културно наследство в Историко-археологически резерват „Сборяново“. Към музея функционират етнографска къща, художествена галерия, приемен център, археологически бази в ИАР „Сборяново“ и вятърна мелница в село Белинци.

## История
Музейното дело в града започва през 1927 година, когато е основано Околийско археологическо дружество „Хан Омуртаг“. Още преди това, през 1924 година, намиращият се в близост обект Демир баба теке е обявен за старина и предизвиква изследователски интерес.
Събираната през годините разнородна колекция от археологически артефакти се съхранява в продължение на десетилетия в читалище „Съзнание“ в града. В периода 1956 – 1963 година общият брой на предметите достига 1711, след като към читалището е основан кръжок по краезнание, чиито членове обогатяват сбирката с предмети с етнографски характер.
През ноември 1975 г. в новопостроената сграда на читалището е разкрита постоянна музейна експозиция с площ 180 m2, която става достъпна за граждани. Три години по-късно музейната сбирка става филиал на Окръжния исторически музей в Разград, днес Регионален исторически музей, Разград.
Дейността на филиала се разраства, когато през 1982 година в близост до града е открита Свещарската гробница и районът около гробницата става център на комплексни археологически проучвания. Към момента в резервата са регистрирани над 140 археологически обекта от различни исторически периоди. Най-впечатляващите от тях са Свещарската царска гробница, Демир баба теке, Гетската столица Хелис, Светилището Камен рид и ранносредновековното селище Бювен касаба.
Две години по-късно, на 21 май 1984 г., е обявен за самостоятелен музей. През 1985 г. Сборяново получава статута на обект от списъка на световното културно наследство на ЮНЕСКО.

## Музейни колекции
Отдел „Археология“ включва находки открити при археологически разкопки и теренни обхождания в района на Исперих, датирани към епохите на от неолита, енеолита, ранножелязната и елинистическата епохи, късната античност и Средновековието.
Отдел „Етнография“ показва уникалното преплитане на битови, фолклорни и етнически традиции в района на Исперих, резултат от заселването на хора от различни краища на страната след Освобождението и след Първата световна война, както и от преселенията от Румънска Добруджа.
Отдел „Нова и най-нова история“ съхранява вещи, архивни документи и спомени на видни личности от региона. 